# Amu Darja
De Amu Darja (spreek uit Amoe Derja) (Perzisch: آمو دریا; Gihon / Jaihun, Turks: Ceyhun; Oezbeeks: Amudaryo; Darya is Perzisch voor "zee"; Grieks (historisch): Ώξος (Oxos) of (Latijn) Oxus) is een rivier die ontspringt in het Pamirgebergte en overwegend noordwestelijk door de Hindoekoesj, Turkmenistan, en Oezbekistan stroomt, om uit te monden in het Aralmeer. De totale lengte van de rivier is 2400 km, waarvan 1450 km bevaarbaar is.
Gedeeltelijk vormt de Amu Darja de noordelijke grens van Afghanistan met achtereenvolgens Tadzjikistan en Oezbekistan.
De Amu Darja ontstaat in het uiterste zuidwesten van Tadzjikistan uit de vereniging van twee bronrivieren: de oostelijke Panj (1125 km), die tot aan dit punt de Tadzjieks-Afghaanse grens vormt, en de westelijke Vachsj (524 km). Beide ontspringen in de Pamirketen. Er zijn twee hoogwaterpieken: in april/mei door smeltende sneeuw en regenval, en in juli/augustus door smeltend gletsjerijs. De Fedtsjenkogletsjer, de langste gletsjer buiten de poolgebieden, is een van de waterbronnen van de Vachsj.
In de bronrivieren zijn verscheidene stuwdammen gebouwd. Ze zijn belangrijk voor de opwekking van elektriciteit, irrigatie en drinkwatervoorziening. De grootste dam is de Norekdam, met zijn 300 meter hoogte de hoogste stuwdam ter wereld. De dam met een capaciteit van 3 gigawatt verzorgt het overgrote deel van de elektriciteitsproductie van Tadzjikistan.
Het water van de Amu Darja wordt veel gebruikt voor irrigatie. Tijdens de tijd van de Sovjet-Unie werden enorme kanalen aangelegd om grotere gebieden te kunnen irrigeren. Het Karakumkanaal, in Turkmenistan, is het langste irrigatiekanaal ter wereld. Ongeveer de helft van het 1400 km lange kanaal is bevaarbaar en is van levensbelang voor Turkmenistan. Door het kanaal verliest de Amu Darja jaarlijks ongeveer 13 km³ water en heeft het Aralmeer 40% van zijn watertoevoer verloren. Dit droeg en draagt sterk bij aan de uitdroging van het Aralmeer.
In de Oudheid werd de rivier Oxus genoemd. Het gebied ten noorden van de rivier heette Transoxanië.
- Gemeinsame Normdatei: 4068666-8
- Nationale Bibliotheek van Tsjechië: ge601510
- TDVİA: amuderya
- Virtual International Authority File: 236363562